# Llantió petit
El llantió petit (Ischnura pumilio) és una espècie d'odonat zigòpter de la família Coenagrionidae que es troba a l'Europa central i meridional, Àsia i el nord d'Àfrica (Marroc). És present a Catalunya.
El mascle té un abdomen negre amb una taca blava brillant al final (segments 8 i 9). És molt similar al llantió elegant (Ischnura elegans) però en aquella espècie la taca blava és majoritàriament damunt el segment 8. Les femelles experimenten canvis de coloració mentre maduren. La femella immadura és taronja brillant, però madura a un verdós-marró.

## Galeria

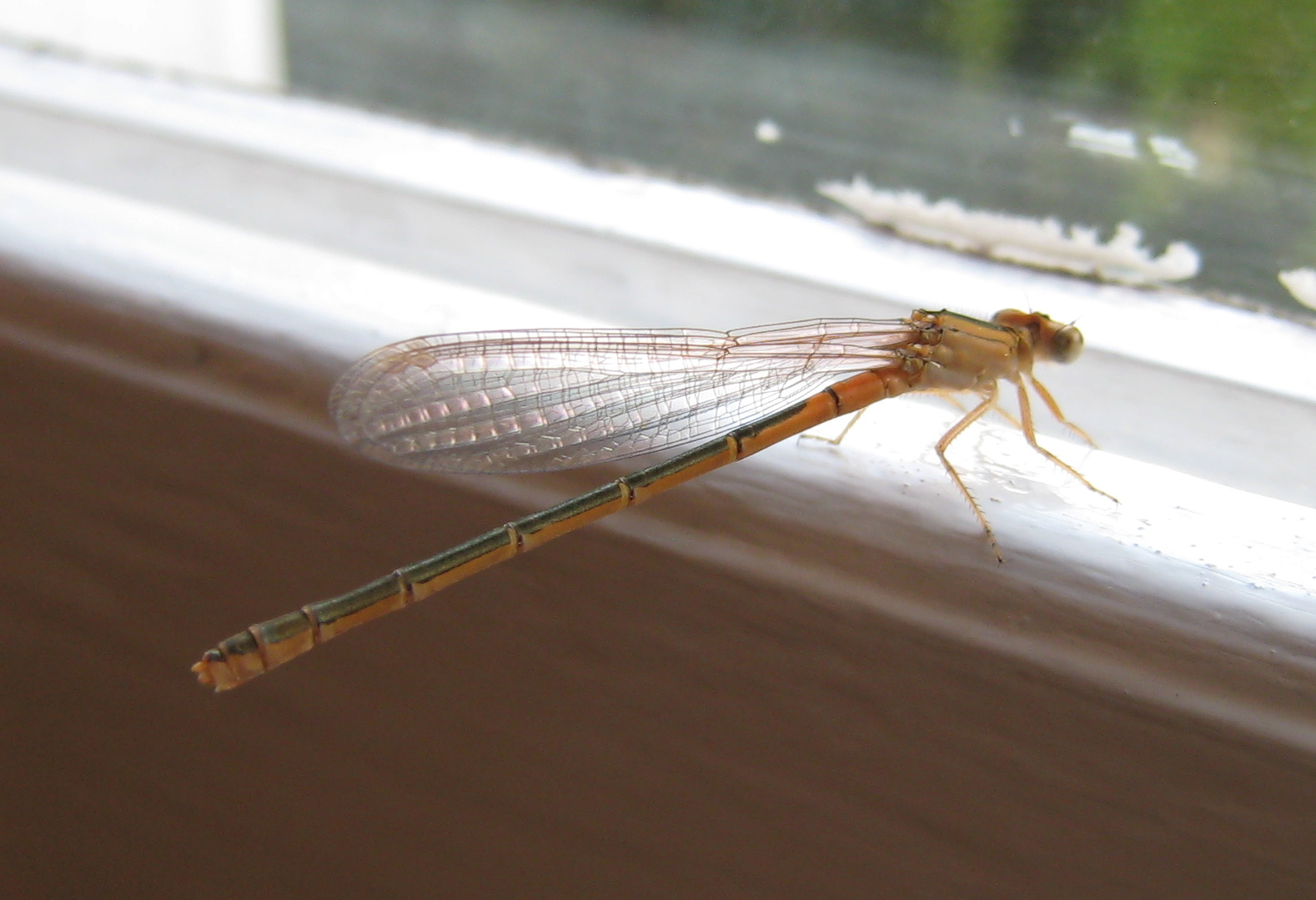
Femella
- Femella immadura
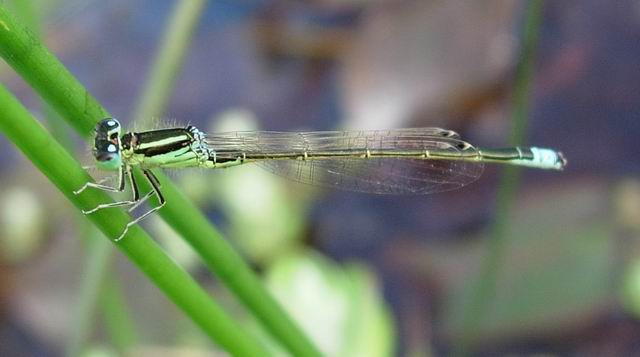
Ischnura pumilio mascle
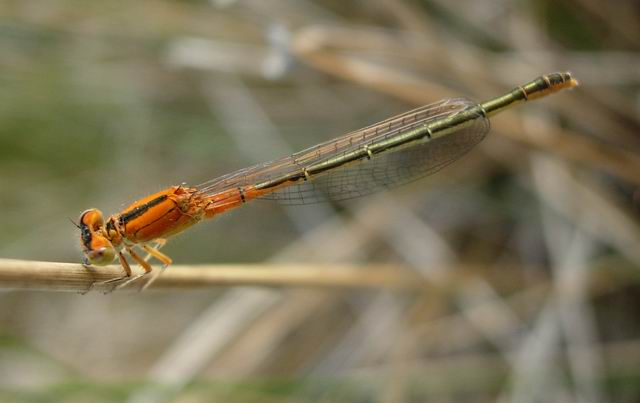
Ischnura pumilio femella immadura
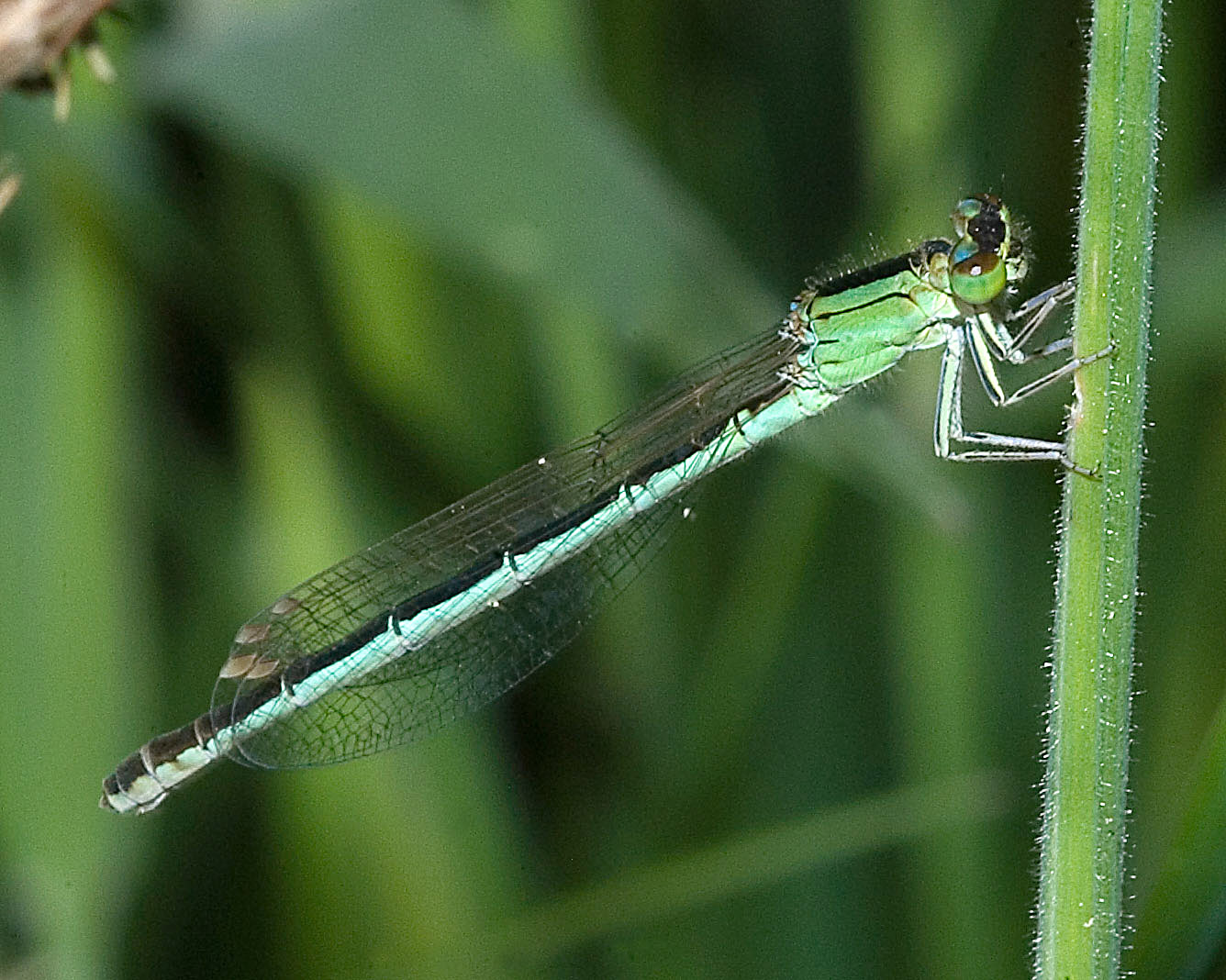
Ischnura pumilio